# هری لاکمن
هری لاکمن (انگلیسی: Harry Lachman؛ ‏ ۲۹ ژوئن ۱۸۸۶ – ۱۹ مارس ۱۹۷۵) هنرمند، طراح صحنه و کارگردان فیلم اهل ایالات متحده آمریکا بود.
از فیلم‌هایی که وی در آن‌ها نقش داشته‌است، می‌توان به روابط ما اشاره نمود.
وی همچنین برندهٔ جوایزی همچون لژیون دونور شده‌است.